# Форман, Том
Том Форман (англ. Tom Forman; 22 февраля 1893 — 7 ноября 1926) — американский киноактёр, сценарист и продюсер начала 1920-х годов.

## Карьера
Форман снял свой первый фильм для компании Джесси Ласки в 1914 году. За исключением пребывания на фронте во время Первой мировой войны, он имел успешную карьеру в качестве как актёра, так и режиссёра. Форман был режиссёром фильма Лона Чейни «Тени» (1922), но его самое большое достижение было реализовано во время экранизации романа Оуэна Вистера «Вирджинец» (1923). После чего его карьера пошла на убыль, он был сокращен до работы над дешевыми мелодрам. Форман также известен по своей работе с Эдит Талиаферро в «Молодом романтике».
Форман должен был снимать фильм «Крах» с Columbia Pictures, который должен был начать сниматься 8 ноября 1926, однако вечером 7 ноября Форман покончил жизнь самоубийством, выстрелив себе в сердце в доме своих родителей в Венеции, штат Калифорния.

## Фильмография

### Актер
- 1926 — Игры с дьяволом в кости / Devil’s Dice
- 1926 — Хобокен в Голливуде / Hoboken to Hollywood
- 1926 — Кошерная Китти Келли / Kosher Kitty Kelly
- 1922 — Белые плечи / White Shoulders
- 1920 — Сводка новостей / The Round-Up
- 1920 — Морской волк / The Sea Wolf
- 1920 — Древо познания / The Tree of Knowledge
- 1919 — Молодое сердце / The Heart of Youth
- 1919 — Луизиана / Louisiana
- 1919 — И в радости, и в горе / For Better, for Worse
- 1917 — Хашимура Тот / Hashimura Togo
- 1917 — Поцелуй для Сьюзи / A Kiss for Susie
- 1917 — Запрещеный путь / Forbidden Paths
- 1917 — Её странная свадьба / Her Strange Wedding
- 1917 — Когти ягуара / The Jaguar’s Claws
- 1917 — Приливы с Барнегат / The Tides of Barnegat
- 1917 — Стоимость ненависти / The Cost of Hatred
- 1917 — Те, кто без греха / Those Without Sin
- 1917 — На записи / On Record
- 1917 — Американский консул / The American Consul
- 1917 — Зловещий глаз / The Evil Eye
- 1916 — Жёлтый залог / The Yellow Pawn
- 1916 — Незащищенный / Unprotected
- 1916 — Общественное мнение / Public Opinion
- 1916 — Клоун / The Clown
- 1916 — Человек на тысячу долларов / The Thousand-Dollar Husband
- 1916 — Оборванец / The Ragamuffin
- 1915 — Неизвестный / The Unknown
- 1915 — Проводник / The Explorer
- 1915 — Из мрака / Out of the Darkness
- 1915 — Свадьба Китти / The Marriage of Kitty
- 1915 — Марионеточная корона / The Puppet Crown
- 1915 — Боевая надежда / The Fighting Hope
- 1915 — Разжигание / Kindling
- 1915 — Чимми Фадден / Chimmie Fadden
- 1915 — Не выпускает из виду / The Wild Goose Chase
- 1915 — Похищенные товары / Stolen Goods
- 1915 — Женщина / The Woman
- 1915 — Леди губернатор / The Governor’s Lady
- 1915 — Джентльмен на отдыхе / A Gentleman of Leisure
- 1915 — Молодой романтик / Young Romance
- 1914 — Свет и тени / Lights and Shadows
- 1914 — Добродетель сама себе награда / Virtue Is Its Own Reward
- 1913 — Алиби / The Alibi
- 1913 — Джон, извозчик / John, the Wagoner
- 1913 — Шрамы измены / The Treachery of a Scar

### Режиссёр
- 1926 — Игры с дьяволом в кости / The Devil’s Wife
- 1925 — Народ против Нэнси Престон / The People vs. Nancy Preston
- 1925 — От шоссе / Off the Highway
- 1925 — Багровый бегун / The Crimson Runner
- 1925 — Лесть / Flattery
- 1914 — Ревущие рейсы / Roaring Rails
- 1924 — Боевой американец / The Fighting American
- 1923 — Апрельские дожди / April Showers
- 1923 — Вирджинец / The Virginian
- 1923 — Сломанное крыло / The Broken Wing
- 1922 — Женщина-завоеватель / The Woman Conquers
- 1922 — Тени / Shadows
- 1922 — Белые плечи / White Shoulders
- 1921 — Там был принц / A Prince There Was
- 1921 — Кэппи Рикс / Cappy Ricks
- 1921 — Белый и холостой / White and Unmarried
- 1921 — Город безмолвных мужчин / The City of Silent Men
- 1920 — Грехи Розанны / The Sins of Rosanne

### Сценарист
- 1915 — Безлюдная порода / The Desert Breed
- 1915 — Нити судьбы / The Threads of Fate
- 1915 — Мера человека / The Measure of a Man
- 1916 — Грехи его родителей / Sins of Her Parent
- 1920 — Сводка новостей / The Round-Up
- 1923 — Сломанное крыло / The Broken Wing